# Jochen Arnold
Jochen Arnold (* 28. Dezember 1967 in Marbach am Neckar, Baden-Württemberg) ist ein evangelischer Theologe und Kirchenmusiker. Er war Direktor des Michaelisklosters Hildesheim – Evangelisches Zentrum für Gottesdienst und Kirchenmusik der Evangelisch-Lutherischen Landeskirche Hannovers und ist seit 2024 Theologischer Dezernent und Landeskirchenrat der Evangelischen Kirche von Westfalen in Bielefeld.

## Werdegang
Jochen Arnold legte 1986 die kirchenmusikalische C-Prüfung ab und machte 1987 das Abitur am Friedrich-Schiller-Gymnasium Marbach. Bis 1989 folgte der Zivildienst in einer Kirchengemeinde der Stuttgarter Innenstadt.
Von 1989 bis 1996 studierte er Evangelische Theologie in Tübingen und der Waldenserfakultät in Rom und wurde 1991 Kantor an der evangelischen Christuskirche in Rom. 1992 bis 1998 folgte das Studium der evangelischen Kirchenmusik an der Staatlichen Hochschule für Musik und Darstellende Kunst in Stuttgart, das Arnold mit dem A-Examen abschloss.
Außerdem nahm er von 1993 bis 1999 das Kantorenamt an der Kreuzkirche in Reutlingen wahr.
Neben seiner Mitwirkung im Kammerchor Stuttgart als Tenor und Continuoorganist versah er ab 1995 die Leitung des Vokalsolisten-Ensembles Gli Scarlattisti und von 1997 bis 2003 des Gospelchores Reutlingen. Von 1997 bis 1999 absolvierte er ein Aufbaustudium Popularmusik an der Hochschule für Kirchenmusik Esslingen bzw. Tübingen.
Arnold promovierte von 1996 bis 2003 in Tübingen zum Doktor der Theologie mit einer Arbeit über die Theologie des Gottesdienstes. Von 1999 bis 2001 war er Vikar an der Marienkirche Reutlingen und absolvierte das Zweite Theologische Examen. Im Januar 2002 erfolgte seine Ordination zum evangelischen Pfarrer.
2002/2003 übernahm Arnold eine Lehrtätigkeit am Pfarrseminar der Evangelischen Landeskirche in Württemberg in den Fächern Gottesdienst und Predigt sowie Pastoraltheologie.
Von 2004 bis 2024 war Jochen Arnold Direktor des Michaelisklosters Hildesheim – Evangelisches Zentrum für Gottesdienst und Kirchenmusik der Evangelisch-Lutherischen Landeskirche Hannovers.
Im Jahr 2007 erfolgte seine Habilitation zu den Kantaten Johann Sebastian Bachs.
Im November 2018 nominierte die Synode der Evangelischen Kirche Berlin-Brandenburg-schlesische Oberlausitz Jochen Arnold zu einem von drei Kandidaten für das Bischofsamt in der Nachfolge des derzeitigen Amtsinhabers Markus Dröge ab November 2019. Arnold unterlag Stäblein bei der Wahl, die während der Frühjahrstagung der Landessynode am 5. April 2019 stattfand, im zweiten Wahlgang mit 29 von insgesamt 113 Stimmen, deutlich.
Arnold wurde im Januar 2024 zum neuen Theologischen Dezernenten und Landeskirchenrat im Landeskirchenamt der 
Evangelischen Kirche von Westfalen in Bielefeld berufen. Damit tritt er die Nachfolge von Vicco von Bülow an, der nach zwölfjähriger Tätigkeit als Dezernent in die Konföderation evangelischer Kirchen in Niedersachsen gewechselt ist.

## Wirken
Arnold verfasste Publikationen in den Sparten Theologie und Kirchenmusik und versah Lehraufträge für Chorleitung und Theologie an der Universität Hildesheim und – seit 2007 – für Evangelische Theologie an der Fachhochschule Hannover. Seit 2008 wirkt er als ehrenamtlicher Privatdozent an der Universität Leipzig.

## Publikationen
- Theologie des Gottesdienstes. Eine Verhältnisbestimmung von Liturgie und Dogmatik (= Veröffentlichungen zur Liturgik, Hymnologie und theologischen Kirchenmusikforschung. 39). Vandenhoeck & Ruprecht, Göttingen 2004, ISBN 3-525-57213-1 (Zugl.: Tübingen, Univ., Diss., 2003).
- Poetisch-musikalisch von Gott reden. Gottes verborgenes und offenbares Handeln in J. S. Bachs geistlichen Kantaten (= Arbeiten zur Pastoraltheologie, Liturgik und Hymnologie. 57). Vandenhoeck & Ruprecht, Göttingen 2009, ISBN 978-3-525-57124-8 (Zugl.: Leipzig, Univ., Habil.-Schr., 2008).
- Was geschieht im Gottesdienst? Zur theologischen Bedeutung des Gottesdienstes und seinen Formen. 2. Auflage. Vandenhoeck & Ruprecht, Göttingen 2011, ISBN 978-3-525-61049-7.
- Schmecket und sehet – Die Feier des christlichen Gottesdienstes, neu erklärt. Lutherisches Verlagshaus, Hannover 2013, ISBN 978-3-7859-1121-1.
- Kathrin Oxen/Jochen Arnold/Anne Gidion/Helmut Schwier: Mit Bach predigen, beten und feiern, Evangelische Verlagsanstalt, Leipzig 2018, ISBN 978-3-3740-5337-7

Arnold ist Herausgeber des Buchreihe gemeinsam gottesdienst gestalten, DNB 979146453, und Mitherausgeber zahlreicher Werke und verfasste Aufsätze systematisch-theologischer, praktisch-theologischer und hmynologisch-kirchenmusikaler Art, Predigtmeditationen und Gottesdienstentwürfe. Außerdem schuf er musikalische CD-Produktionen.